# Познански договор
Познанският договор е мирен договор, подписан на 11 декември 1806 г. в гр. Познан, днешна Полша.
Слага край на войната между Франция и Саксония (съюзник на Прусия) след последното поражение във Войната на Шестата коалиция. Саксония трябва да плати 25 милиона франка репарации и да се присъедини към Рейнската конфедерация.